# Мосна (Долж)
Мосна (рум. Mosna) насеље је у Румунији у округу Долж у општини Брабова. Oпштина се налази на надморској висини од 223 m.

## Становништво
Према подацима из 2002. године у насељу је живело 279 становника, од којих су сви румунске националности.